# Karol Lelonek
Karol Lelonek (ur. 21 lutego 1926 w Bytomiu) – polski piłkarz grający na pozycji pomocnika. Zawodnik Polonii Bytom.

## Kariera piłkarska
Karol Lelonek karierę piłkarską spędził w Polonii Bytom, w której grał w latach 1948–1954, rozegrał 100 meczów w ekstraklasie, w których zdobył 1 gola. Debiut w ekstraklasie zaliczył 11 kwietnia 1948 roku w wygranym 4:3 meczu u siebie z ŁKS Łódź. W sezonie 1949, w którym w przegranym 3:1 meczu wyjazdowym z Lechią Gdańsk w 69. minucie strzałem z rzutu karnego zdobył swojego jedynego gola w ekstraklasie, zakończył z klubem rozgrywki ligowe na przedostatnim, 11. miejscu, w związku z czym spadł z ekstraklasy, jednak w sezonie 1950 wrócił do niej. W sezonie 1952 zdobył wicemistrzostwo Polski, natomiast w sezonie 1954 zdobył pierwsze w historii klubu mistrzostwo Polski. Ostatni mecz w ekstraklasie rozegrał 10 października 1954 roku w zremisowanym 1:1 meczu domowym z Ruchem Chorzów, w którym w 85. minucie zastąpił Aleksandra Olejniczaka.

## Sukcesy
Polonia Bytom
- Mistrzostwo Polski: 1954
- Wicemistrzostwo Polski: 1952
- Awans do ekstraklasy: 1950